# 1732 în literatură
Anul 1732 în literatură a implicat o serie de evenimente și cărți noi semnificative.  